# Brașov Challenger 2000
Il Brașov Challenger 2000 è stato un torneo di tennis facente parte della categoria ATP Challenger Series nell'ambito dell'ATP Challenger Series 2000. Il torneo si è giocato a Brașov in Romania dal 18 al 24 settembre 2000 su campi in terra rossa.

## Vincitori

### Singolare
Alexandre Simoni ha battuto in finale  Dick Norman con il punteggio di 7–5, 6–3

### Doppio
Ion Moldovan /  Jurij Ščukin hanno battuto in finale  Dick Norman /  Wolfgang Schranz con il punteggio di 6–4, 6–1